# 뮤직뱅크의 월드투어 목록
다음은 아시아와 태평양, 아메리카, 유럽 등 전 세계 20여개 국에서 성공적으로 개최한 뮤직뱅크의 월드투어 목록을 정리한 문서이다.

## 월드투어 목록
| 공연명 | 공연 일자 (현지 녹화 - 한국 시간 기준)                              | 진행자                                                            | 녹화 실황 방송 일자 | 장소                                              | 출연 가수 (가나다 순) |
| --- | ------------------------------------------------------------------- | ----------------------------------------------------------------- | ------------------- | ------------------------------------------------- | --- |
| 2011 뮤직뱅크 IN 도쿄 K-POP 페스티벌(일본어: 2011年ミュージックバンクin東京K-POPフェスティバル)                                      | 2011년 7월 13일                                                     | 현우 박규리 구하라                                                | 2011년 7월 22일     | 일본 도쿄돔                                       | 동방신기, 라니아, 레인보우, 박현빈, 백지영, 비스트, 소녀시대, 시크릿, 아이유, 엑스파이브, 유키스, 인피니트, 카라, 포미닛, 2PM |
| 2012 뮤직뱅크 IN 파리(프랑스어: 2012 Music bank en Paris)                                                                            | 2012년 2월 8일                                                      | 이장우 수영 손미나                                                | 2012년 2월 18일     | 프랑스 파리 베르시 스타디움                       | 비스트, 샤이니, 소녀시대, 씨스타, 유키스, 티아라, 포미닛, 2PM                                                                 |
| 2012 뮤직뱅크 IN 베트남(베트남어: 2012 Music bank in Việt Nam)                                                                       | 2012년 3월 15일                                                     | 강민경                                                            | 2012년 4월 6일      | 베트남 하노이 국립 컨벤션센터                     | 다비치, 비스트, 슈퍼주니어, 시크릿, 씨스타, 씨엔블루, 아이유, 엠블랙, 베트남 유명 가수들                                      |
| 2012 뮤직뱅크 IN 홍콩(중국어: 2012年MUSIC BANK in香港, 영어: 2012 Music bank in Hong Kong)                                           | 2012년 6월 23일                                                     | 이장우 유이 크리스탈 리                                           | 2012년 7월 6일      | 홍콩 아시아 월드 아레나                           | 동방신기, 비스트, 씨엔블루, 아이유, 엠블랙, 원더걸스, 인피니트, f(x)                                                          |
| 2012 뮤직뱅크 IN 칠레(스페인어: 2012 Music bank en Chile)                                                                            | 2012년 11월 2일                                                     | 정용화 유이 규현                                                  | 2012년 11월 17일    | 칠레 비냐델마르 퀸타 베르가라 야외극장            | 다비치, 라니아, 슈퍼주니어, 씨엔블루, 애프터스쿨, 엠블랙                                                                      |
| 2013 뮤직뱅크 IN 자카르타(인도네시아어: 2013 Music bank in Jakarta)                                                                  | 2013년 3월 9일                                                      | 택연 규현 정지원 나디아                                           | 2013년 3월 19일     | 인도네시아 자카르타 겔로라 붕 카르노 스타디움     | 비스트, 샤이니, 슈퍼주니어, 씨스타, 이루, 인피니트, 틴탑, 2PM                                                                 |
| 2013 뮤직뱅크 IN 이스탄불(튀르키예어: 2013 Music bank in İstanbul)                                                                   | 2013년 9월 7일                                                      | 규현 수지 윤두준 아이쉐 슈벨켈 (Ayse Süberker, 아이세 쉬베르케르) | 2013년 9월 13일     | 튀르키예 이스탄불 윌케르 스포츠 아레나            | 미쓰에이, 비스트, 슈퍼주니어, 에일리, 엠블랙, FT아일랜드                                                                      |
| 2014 뮤직뱅크 IN 브라질(브라질 포르투갈어: 2014 Music bank em Brasil)                                                                | 2014년 6월 7일                                                      | 정용화 정지원 이준                                                | 2014년 6월 18일     | 브라질 리우데자네이루 HSBC 아레나                 | 샤이니, 씨엔블루, 에일리, 엠블랙 인피니트, B.A.P, M.I.B                                                                       |
| 2014 뮤직뱅크 IN 멕시코(스페인어: 2014 Music bank en México)                                                                         | 2014년 10월 30일                                                    | 김성규 (인피니트) 윤두준 찬열                                     | 2014년 11월 12일    | 멕시코 멕시코시티 아레나 사우다드                 | 걸스데이, 방탄소년단, 비스트, 에일리, 인피니트, B.A.P, EXO-K                                                                  |
| 2015 뮤직뱅크 IN 하노이(베트남어: 2015 Music bank in Hà Nội)                                                                         | 2015년 3월 28일                                                     | 온유 윤보라 찬열                                                  | 2015년 4월 8일      | 베트남 하노이 미딘 국립경기장                     | 블락비, 샤이니, 씨스타, 에이핑크, 틴탑, EXO, GOT7                                                                             |
| 2017 뮤직뱅크 IN 싱가포르(영어: 2017 Music bank in Singapore)                                                                        | 2017년 8월 4일                                                      | 박보검 아이린 (레드벨벳)                                          | 2017년 8월 15일     | 싱가포르 선텍 컨벤션센터                          | 레드벨벳, 마마무, 방탄소년단, 샤이니, 씨엔블루                                                                                |
| 2017 뮤직뱅크 IN 자카르타(인도네시아어: 2017 Muic bank in Jakarta)                                                                   | 2017년 9월 2일                                                      | 박보검 아이린 (레드벨벳)                                          | 2017년 9월 30일     | 인도네시아 자카르타 국제 엑스포 전시장 (JIEXPO)   | 아스트로, 여자친구, B.A.P, EXO, NCT 127 등                                                                                    |
| 2018 뮤직뱅크 IN 칠레(스페인어: 2018 Music bank en Chile)                                                                            | 2018년 3월 23일                                                     | 박보검 정연 (트와이스)                                            | 2018년 4월 11일     | 칠레 산티아고 모비스타 아레나                     | 샤이니 태민, 빅스, B.A.P, 트와이스, 워너원, SF9                                                                               |
| 2018 뮤직뱅크 IN 베를린(독일어: 2018 Music bank im Berlin)                                                                           | 2018년 9월 15일                                                     | 박보검 전소미 스폐셜 MC 다니엘 린데만                             | 2018년 10월 31일    | 독일 베를린 맥스 슈멜링 홀                        | EXO, 워너원, 샤이니 태민, 전소미, 스트레이 키즈, (여자)아이들                                                                 |
| 2019 뮤직뱅크 IN 홍콩(중국어: 2019年MUSIC BANK in香港, 영어: 2019 Music bank in Hong Kong)                                           | 2019년 1월 19일                                                     | 박보검                                                            | 2019년 2월 23일     | 홍콩 아시아 월드 엑스포 아레나                    | 트와이스, 에일리, FT아일랜드, 몬스타엑스, 세븐틴, 뉴이스트W                                                                   |
| 2022 뮤직뱅크 IN 칠레(스페인어: 2022 Music bank en Chile)                                                                            | 2022년 11월 12일                                                    | 로운 (SF9)                                                        | 2022년 12월 4일     | 칠레 산티아고 에스타디오 모누멘탈 다비드 아레야노 | 더보이즈, 스테이씨, (여자)아이들, 에이티즈, NCT DREAM, 투모로우바이투게더                                                     |
| 2023 뮤직뱅크 IN 파리(프랑스어: 2023 Music bank en Paris)                                                                            | 2023년 4월 8일                                                      | 박보검                                                            | 2023년 5월 7일      | 프랑스 파리 라데팡스 아레나                       | AB6IX, CRAVITY, ENHYPEN, IVE, 마마무, NMIXX, P1Harmony 스트레이 키즈, 더보이즈                                                |
| 2023 뮤직뱅크 IN 멕시코(스페인어: 2023 Music bank en México)                                                                         | 2023년 10월 22일                                                    | 박보검                                                            | 2023년 11월 5일     | 멕시코 멕시코시티 팔라시오 데 로스 데포르테스     | 스테이씨, (여자)아이들, ITZY, TNX, AB6IX                                                                                      |
| 2023 뮤직뱅크 글로벌 페스티벌(일본어: 2023年ミュージックバンクグローバルフェスティバル)                                              | 2023년 12월 9일 (일본 사전 녹화) 2023년 12월 15일 (대한민국 생방송) | PART1: 로운, 장원영 PART2: 로운, 고민시, 이영지                   | 2023년 12월 15일    | 일본, 대한민국                                    | 뉴진스, 보이넥스트도어, LE SSERAFIM, 박진영, 골든걸스 등                                                                      |
| 2024 뮤직뱅크 IN 벨기에(네덜란드어: 2024 Music bank in België, 프랑스어: Music bank en Belgique, 독일어: 2024 Music bank im Belgien) | 2024년 4월 19일                                                     | 박보검                                                            | 2024년 5월 4일      | 벨기에 안트베르펜                                 | 원어스, 투모로우바이투게더, 스테이씨, 제로베이스원, 라이즈                                                                    |
| 2024 뮤직뱅크 IN 마드리드(스페인어: Music bank en Madrid)                                                                            | 2024년 10월 12일                                                    | 박보검                                                            | 2024년 10월 26일    | 스페인 마드리드                                   | ENHYPEN, aespa, 보이넥스트도어, 라이즈, 마마무+, 엔믹스, 피원하모니, KISS OF LIFE                                             |
| 2024 뮤직뱅크 글로벌 페스티벌 in JAPAN(일본어: 2024年ミュージックバンクグローバルフェスティバル in JAPAN)                            | 2024년 12월 14일 ~ 15일                                             | 문상민 신예은 홍은채                                              | 2024년 12월 19일    | 일본 미즈호 PayPay 돔 후쿠오카                    | 뉴진스, LE SSERAFIM, Stray Kids, NCT WISH, 투모로우바이투게더 등                                                              |